# Xã Fertile Valley, Quận Divide, Bắc Dakota
Xã Fertile Valley (tiếng Anh: Fertile Valley Township) là một xã thuộc quận Divide, tiểu bang Bắc Dakota, Hoa Kỳ. Năm 2010, dân số của xã này là 23 người.